# Colletes minutus
Colletes minutus är en biart som beskrevs av Kuhlmann 2002. Colletes minutus ingår i släktet sidenbin, och familjen korttungebin. Inga underarter finns listade i Catalogue of Life.